# Томбаш
Томбаш — река в России, протекает по Архангельской области. Устье реки находится в 61 км по левому берегу реки Нижняя Лупья. Длина реки составляет 4 км. Образуется слиянием рек Большой Томбаш и Малый Томбаш.

## Данные водного реестра
По данным государственного водного реестра России относится к Двинско-Печорскому бассейновому округу, водохозяйственный участок реки — Вычегда от города Сыктывкар и до устья, речной подбассейн реки — Вычегда. Речной бассейн реки — Северная Двина.
Код объекта в государственном водном реестре — 03020200212103000024341.